# Мехединци (жудец)
Мехеди́нци (рум. Judeţul Mehedinți, Мехединци) — румынский жудец в регионе Валахия.

## География
Граничит с Видинской областью Болгарии — на юге, с Борским округом Сербии — на западе и юго-западе, с жудецами Караш-Северин — на северо-западе, Горж — на северо-востоке и Долж — на юго-востоке.

## Население
В 2011 году население жудеца составляло 254 570 человек, плотность населения — 51,6 чел./км².
| Год  | Население |
| ---- | --------- |
| 1930 | 282 440   |
| 1948 | 304 788   |
| 1956 | 304 091   |
| 1966 | 310 021   |
| 1977 | 322 371   |
| 1992 | 332 673   |
| 2002 | 306 732   |
| 2011 | 254 570   |

## Административное деление
В жудеце находятся 2 муниципия, 3 города и 61 коммуна.

### Муниципии
- Дробета-Турну-Северин (Drobeta-Turnu Severin)
- Оршова (Orşova)

### Города
- Стрехая (Strehaia)
- Вынжу-Маре (Vânju Mare)
- Бая-де-Арамэ (Baia de Aramă)

### Коммуны
- Кэзэнешти
- Груя
- Патулеле
- Гогошу
- Броштени
- Бутоешь
- Дубова
- Думбрава
- Скела-Кладовей
- Опришор
- Флорешты